# مركز الملك عبد العزيز التاريخي
مركز الملك عبد العزيز التاريخي هو مركز ثقافي تاريخي، مقره في العاصمة الرياض بالمملكة العربية السعودية، تأسس في الخامس من شهر شوال عام 1419هـ 1998 بمناسبة مرور مائة عام على تأسيس المملكة العربية السعودية على يد الملك عبد العزيز. وقد تولت الهيئة العليا لتطوير مدينة الرياض وضع الأسس التخطيطية والمحتوى الفكري والتصميم العمراني والمعماري للمركز.

## أهداف المركز
أنشئ مركز الملك عبد العزيز التاريخي ليكون معلما وطنيا على مستوى المملكة العربية السعودية، وليكون مركزا ثقافيا وواجهة حضارية مشرقة تعكس تاريخ جزيرة العرب، ورسالة الإسلام الخالدة، وتعرف بتاريخ المملكة العربية السعودية، والأسس التي قامت عليها، والجهود التي بذلت لبنائها.

## الموقع الجغرافي
يقـع مركز الملك عبد العزيز التاريخي في حي المربع وسط مدينة الرياض، ويحتل أرضاً تبلغ مساحتها أربعمائة وأربعين ألف متر مربع، ويحده من الغرب شارع الأمير عبدالله بن جلوي بن تركي، ومن الشرق شارع الملك فيصل، ومن الشمال شارع الدلم، ومن الجنوب حديقة الفوطة.

## الفكرة والتصميم
عكس تصميم مركز الملك عبد العزيز التاريخي الهوية التراثية والثقافية والتاريخية لمدينة الرياض، كما تتلاءم منشآته مع النسيج المعماري والعمراني للمنطقة المحيطة، حيث يمثل هذا المشروع أحد برامج «الهيئة العليا لتطوير مدينة الرياض» التطويرية في منطقة وسط المدينة، والتي ابتدأتها الهيئة بتطوير منطقة قصر الحكم على أكثر من مرحلة. وقد تم تجهيز المركز بكافة المرافق والعناصر الحديثة ذات الأغراض المتعددة التي تجعل منه واحة ثقافية وسط عاصمة المملكة العربية السعودية يجد فيه الزائرون المتعة والفائدة. فهناك المنشآت الثقافية التي تتمثل في المتحف الوطني، ودارة الملك عبد العزيز، وفرع مكتبة الملك عبد العزيز، وقاعة الملك عبد العزيز للمحاضرات، كما يتضمن المركز عدداً من المنشآت التاريخية، في مقدمتها قصر المربع، وعدداً من المباني القديمة التراثية التي كانت جزءاً من مجمع قصور المربع، بالإضافة إلى أجزاء من سور المجمع القديم وأحد أبراجه. ويشمل المركز كذلك مجموعة متكاملة من المرافق العامة، في مقدمتها جامع الملك عبد العزيز، بالإضافة إلى شبكة حديثة من الطرق، والمواقف المتعددة والممرات المرصوفة، وعدد من المطاعم الحديثة، التي تلبي احتياجات زوار المركز والعاملين فيه. وقد أولى تصميم المركز اهتماماً كبيراً بالبيئة، إذ إن مساحاته الخضراء بما فيها من أصناف النباتات والأشجار المتنوعة تساهم في الحد من التلوث، وفي تنقية الهواء، وتلطيف درجات الحرارة، لتستفيد من ذلك المناطق المحيطة بالمركز. وقد أُخذت بعين الاعتبار الأعداد الكبيرة لزائري المركز، فأُعيد تجديد الطرق المؤدية إليه والمحيطة به، وأُعيد رصف الجزء الذي يمر خلال المركز من طريق الملك سعود، بما يسمح بمرور السيارات وعبور المشاة في الوقت نفسه، ووزعت مواقف السيارات في أنحاء المركز المختلفة لاستيعاب مايزيد على ألف ومائة سيارة، ظُللت بطريقة مبتكرة تسمح بنمو الأشجار التي ستحِل محل التظليل الصناعي.

## المتنزه العام
تمثل الحدائق والمسطحات الخضراء البنية الأساسية في مركز الملك عبد العزيز التاريخي، الأمر الذي يُكسبه بمنشآته الثقافية والاجتماعية المتعددة سمة إضافية تتمثل في بيئته الطبيعية التي تشكل رئة خضراء تتنفس عبرها أحياء وسط المدينة. ويتكون المتنزه من 6 حدائق رئيسية مسوَّرة، وحديقة مفتوحة، وميدان رئيسي متسع ومجهز، وعدد من الساحات، وواحة النخيل، بالإضافة إلى جدول مائي تتدفق المياه فيه من بئر قديمة في الموقع. ويعتمد نظام ري الحدائق على الاستفادة من المياه الأرضية المنقاة التي تٌضَخ من طريق الملك فهد إلى خزان كبير أُنشئ تحت أرض المركز، وهو مجهز بمحطات ضخ على نحو يجعلها مناسبة لري المزروعات من نباتات وأعشاب وأشجار، حيث تمر المياه عبر شبكة من الأنابيب ونظام التنقيط والرش لتشمل مسطحات المركز الخضراء كافة.

## المتحف الوطني
أنشئ المتحف الوطني ليكون معلماً وطنياً على مستوى المملكة العربية السعودية ليساهم في إثراء مسيرة التعليم والتوعية الثقافية وتقوية أواصر الانتماء لحضارة عريقة ورسالة خالدة، ينقسم تصميم المتحف إلى ثلاثة محاور: التصميم العمراني، والإنشاءات، والمباني، والتجهيزات الهندسية حيث شكلت محوراً مستقلاً، وشكل سيناريو العرض التاريخي والمضمون الفكري للمتحف الوطني، وما يتمخض عنه من سيناريو للعرض المتحفي محوراً ثانٍ، في حين تضمن المحور الثالث توفير القطع الأثرية وتجهيزها، وإنتاج الوسائط التفاعلية، والأفلام الوثائقية. ويحتل المتحف سبعة عشر ألف متر مربع من الجانب الشرقي لمركز الملك عبد العزيز التاريخي في حين تصل المساحة الإجمالية لمبناه المكون من طابقين إلى ثمانية وعشرين ألف متر مربع.
ويوفر المتحف بيئة تعليمية حديثة لشرائح مختلفة من المجتمع، وفي مستويات متعددة، فتتنوع المعروضات في المتحف لتشمل القطع الأثرية والوثائق والمخطوطات ولوحات العرض، بالإضافة إلى استخدام وسائط العرض المتعددة وأفلام المحاكاة، فضلا عن الأفلام الوثائقية والعلمية.
ويمتاز المتحف بتكامل معروضاته في تقديم موضوع متسلسل من بداية خلق الكون إلى العصر الحديث، ويدور محوره الأساسي حول الجزيرة العربية، كما تنفرد كل قاعة من قاعات المتحف الرئيسية في تقديم عرض موضوعي مستقل ومتكامل.
ويتكون المتحف من ثماني قاعات عرض رئيسية مرتبة ضمن تسلسل تاريخي مضطرد، يصل إليها الزائر بحسب تصميم معماري يراعى ترتيبها الزمني، كما يحتوي المتحف على قاعتين للعروض المؤقتة، فضلا عن المكاتب الإدارية والمخازن والمرافق الخدمية العامة لزوار المتحف والعاملين فيه، ومن أبرز محتويات قاعات العرض ما يلي:
- قاعة الإنسان والكون
- قاعة الممالك العربية القديمة
- قاعة العصر الجاهلي
- قاعة البعثة النبوية
- قاعة الإسلام والجزيرة العربية
- قاعة الدولة السعودية الأولى والدولة السعودية الثانية
- قاعة التوحيد
- قاعة الحج والحرمين الشريفين.[2]

## وكالة الآثار والمتاحف
أنشئ في أرض المركز مبنى لوكالة الآثار والمتاحف يتصل بالمتحف الوطني، إلا أن مبنى الوكالة مستقل وظيفيا عن مبنى المتحف، وقد أنشئ المبنى على أرض مساحتها ثلاثة آلاف متر مربع، ويتكون من طابقين يختص الطابق الأرضي بأقسام الإدارة والأبحاث وخُصص الطابق الآخر لأقسام الترميم والتسجيل.

## قاعة الملك عبد العزيز للمحاضرات
أنشئت قاعة المحاضرات في الجزء الجنوبي من مركز الملك عبد العزيز التاريخي، وهي تطل على المتنزه العام في الجهة الجنوبية منه بمحاذاة مكتبة الملك عبد العزيز العامة، وتتسع هذه القاعة لخمسمائة شخص منها مائة مقعد للنساء في شرفة خاصة يتم الوصول إليها عبر مدخل خاص، وتبلغ مساحة مباني القاعة 2500 متر مربع، وقد جهزت لإقامة الأنشطة المسرحية وعقد الندوات والمؤتمرات العلمية كما جهزت بوسائل العرض الحديثة ووحدة للترجمة الفورية.

## مكتبة الملك عبد العزيز العامة – فرع المربع
هي مكتبة خيرية أنشأها خادم الحرمين الشريفين الملك عبد الله بن عبد العزيز آل سعود عندما كان ولياً للعهد، وافتتحت عام 1408 هـ، واستناداً إلى النجاح الذي حققته المكتبة فقد تقرر إنشاء فرع لها في مركز الملك عبد العزيز التاريخي.
وتقع المكتبة في الجزء الجنوبي من المركز وتبلغ مساحتها الإجمالية 9,800م2، وتقدم خدماتها للرجال والنساء والأطفال والفئات الخاصة، وتحتوي على قاعات لقراءة الدوريات والمراجع والكتب، وقاعة سمعية وبصرية، وقاعة المخطوطات والكتب النادرة، كما تتضمن المكتبة قاعة متعددة الأغراض تخدم الأنشطة الثقافية من محاضرات وندوات، كما زودت بمكاتب للإدارة الرجالية وأخرى منفصلة للإدارة النسائية.

## دارة الملك عبد العزيز
أقيمت مباني الدارة في الجانب الغربي من الميدان الرئيسي للمشروع في موقع القصر السكني للملك عبد العزيز على أرض مساحتها 7000 م مربع، وتبلغ مساحة مبانيها 1201 م مربع، وقد تمت إعادة تصميم المبنى بحيث يحتفظ بالسمات الأساسية لهذا القصر، واستخدمت بعض العناصر المعمارية من القصر القديم كعناصر زخرفية في واجهات المبنى الجديد وأرضياته.
ودارة الملك عبد العزيز هيئة علمية مستقلة تأسست بموجب المرسوم الملكي رقم 45 / م في 5 شعبان 1392 هـ وفاء لذكرى الملك عبد العزيز - . وتتمثل نشاطات الدارة في خدمة تاريخ المملكة العربية السعودية، وجغرافيتها، وآدابها، وآثارها الفكرية والعمرانية، إلى جانب تاريخ الجزيرة وتاريخ العرب والمسلمين، وكذلك جمع وتصنيف المصادر التاريخية من وثائق وغيرها مما له علاقة بالمملكة العربية السعودية، والعمل على نشرها.
وتقوم الدارة بدعم حركة البحث العلمي والترجمة ووضع خطط البحوث والدراسات الفكرية والتراثية، كما تقوم بالتنسيق مع مركز البحوث في مجال تبادل المعلومات والبحوث والوثائق. وتصدر الدارة مجلة فصلية باسمها تهتم بالبحوث والدارسات العملية المتعلقة بتراث المملكة وتراث الجزيرة العربية والعالم الإسلامي بشكل عام وتخدم أغراض الدارة.
وتتكون دارة الملك عبد العزيز من عدد من المراكز والإدارات التي تتمثل فيما يلي:
مركز الترميم والمحافظة على المواد التاريخية، إدارة العلاقات العامة، إدارة البحوث والنشر، مجلة الدارة، إدارة الشؤون الإدارية، أرشيف الصور والأفلام التاريخية، قاعة الملك عبد العزيز التذكارية، مركز الحاسب الآلي، مركز نظم المعلومات الجغرافية، وحدة المخطوطات، مكتبة الدارة، مركز توثيق تاريخ الأسرة المالكة السعودية، مركز الوثائق، مركز التاريخ الشفوي، ومركز الباحثات.

## قصر المربع
يعتبر قصر المربع القائم حالياً أهم عناصر المركز من الناحية التاريخية، حيث أمر الملك عبد العزيز في أواخر عام 1356هـ بإنشاء مجمع من القصور خارج أسوار الرياض القديمة في أرض المربع ليكون مقراً لأسرته. وكان المجمع يتكون من عدد من القصور السكنية ومباني الخدمات وديوان الملك عبد العزيز (قصر المربع) ضمن سور محصن بالأبراج.
ويتكون قصر المربع من طابقين بُنيا على الطريقة التقليدية، حيث يوجد وسط القصر فناء تفتح عليه جميع الغرف. وقد بني القصر بالمواد المحلية، فأقيمت جدرانه من اللبِن (الطين المخلوط بالقش والمجفف في أشعة الشمس) وأُسست قواعده من الأحجار المحلية، وعلى أعمدة من الحجارة الدائرية المثبتة بالجص تستند سقوفه من الخشب الأثل وجريد النخل.
والبساطة سمة أساسية في القصر حيث خلا من الزخارف الفخمة المتكلفة باستثناء بعض الزخارف البسيطة التي زينت أسواره الخارجية في أشكال مثلثية جميلة، كما نقشت جدران غرفه المطلية بالجص بزخارف هندسية غائرة، وزينت أخشاب سقفه ونوافذه بالأشكال الهندسية البسيطة الملونة.
وقد أُعيد ترميم قصر المربع وأُصلحت الأجزاء المتداعية منه، لإعادته إلى الوضع الذي كان عليه في أواخر عهد الملك عبد العزيز، كما تم تأثيثه بالطريقة نفسها التي كان عليها في الماضي.

## القصر الأحمر
يقع القصر الأحمر جنوب مركز الملك عبد العزيز التاريخي شمال حديقة الفوطة، ويعود هذا القصر إلى الملك سعود حيث بناه له والده الملك عبد العزيز عام 1948م تقريباً. ويتميز القصر بطرازه المختلف ولونه المائل إلى الحمرة ولذلك سمي بالقصر الأحمر.
وتقوم الهيئة العليا لتطوير مدينة الرياض على تحويل القصر إلى متحف لمدينة الرياض، بحيث يمثل مركزاً متكاملاً يحكي الجوانب الثقافية والتراثية والتاريخية للمدينة، ويوثق المراحل التي مرت بها المدينة خلال فترة تطورها عبر الزمن وحتى العصر الحالي، مع الاهتمام بالرؤية المستقبلية لما ستكون عليه العاصمة. كما سيحتوي على مركز متخصص للبحوث والدراسات الخاصة بالمدينة، بالإضافة إلى قاعات المحاضرات والمعارض الدولية والخدمات المرافقة كالمطعم والمقهى والساحات الخارجية.

## جامع الملك عبد العزيز
يقع في الجهة الغربية من الميدان الرئيسي جنوب قصر المربع، ويطل على شارع الملك سعود من جهة الشمال، ويتسع لـ 4.200 مصل في المصلي الأساسي والرواق والساحات الخارجية، بالإضافة إلى مصلى للنساء.
وقد أنشئ الجامع ضمن مجمع قصور المربع، وهو مبني من اللبن كمادة أساسية، إلى جانب الأحجار المستخدمة في أساساته وفي بعض الأجزاء التي تتطلب المتانة الزائدة، كما استخدمت الأحجار المشذبة على أشكال أسطوانية في إقامة الأعمدة التي تحمل الأسقف العلوية الخشبية.
وقد أُعيد بناء الجامع على النمط الحديث في أوائل الثمانينيات من القرن الهجري الماضي. وضمن مشروع مركز الملك عبد العزيز التاريخي جرى ترميم هذا الجامع وإعادة تأهيله بشكل كامل من الناحية المعمارية والهندسية والخدمات الكهربائية والميكانيكية، وأُضيفت مبان وحوائط حديثة حوله لإكمال مرافقه الحيوية، وتم إجراء التعديلات المناسبة عليه لينسجم مع النمط العمراني لسائر منشآت المركز الأخرى مع الاحتفاظ بالسمات المتميزة للتصميم القائم.

## مسجد المدي
يقع مسجد المدي في الناحية الشرقية لمركز الملك عبد العزيز التاريخي، ويرجع تاريخ بنائه إلى بداية الستينيات الهجرية من القرن الماضي، وقد ظل على بنائه الشعبي لحين افتتاح مركز الملك عبد العزيز التاريخي عام 1419هـ حيث هدم ضمن مشروع تطوير الواجهة الشرقية للمركز. وقد أعيد بناء مسجد المدي في نفس موقعه القديم وزيدت مساحته وحجم مبانيه بحيث أصبح واقعا على الضفة الغربية لشارع الملك فيصل مباشرة، كما أنه يشكل الزاوية الشمالية الغربية لحديقة المدي.
وقد اعتبر في تصميمه أن يتناسب مع المستوى العمراني الذي تتمتع به منشآت المركز، فالمسجد يحمل عناصر عمارة المساجد المحلية من وجود الفناء (السرحة) ودرج المئذنة، بالإضافة إلى بعض العناصر الجمالية المشابهة للحداير في العمارة المحلية. وقد أنشئ مسجد المدي بنظام الحوائط الحاملة والطوب المضغوط من التربة الطينية، حيث بني المسجد والمئذنة بالطوب المضغوط وبني السور الخارجي بالعروق الطينية المدكوكة. وتتمتع هذه التقنية بملاءمتها البيئية، خصوصا في منطقة الرياض، وانخفاض كلفة موادها، وخصائصها الفيزيائية الجيدة، من حيث مقاومتها للمياه ومحافظتها على الطاقة ومرونتها.
ويمتاز المسجد بالقباب والعقود والقبوات، وهي عناصر معمارية فرضتها تقنية بناء المسجد: الحوائط الحاملة، والطوب الجاف (المضغوط)، ويعتبر المسجد من أوائل المنشآت المعمارية في المملكة التي تبنى بهذه التقنية، وتقدر أبعاد مسجد المدي بـ 25 × 14 متراً بارتفاع 6 أمتار، كما أنه يتسع لـ(500) مصل ويبلغ ارتفاع مئذنته حوالي 18 متراً.

## جوائز نالها المركز
يمثل مركز الملك عبد العزيز التاريخي قلباً حضارياً ينبض بالثقافة وسط مدينة الرياض، ينعم بمزاياه سكان المدينة جميعهم على اختلاف مستوياتهم الثقافية واختلاف أعمارهم. وقد فاز المركز الذي أنشأته الهيئة العليا لتطوير مدينة الرياض بعدد من الجوائز العالمية التي تحظى بتقدير دولي بالغ.
- جائزة الملك عبدالله الثاني بن الحسين للإبداع الخاصة بـ«حقل المدينة العربية وقضاياها ومشروعاتها العمرانية وبحوثها» وذلك في الدورة الثانية للجائزة لعام 2004.
- جائزة الأمير سلطان بن سلمان للتراث العمراني في دورتها الأولى لعام 1427هـ .
- المركز الأول والجائزة الذهبية في جانب المشاريع العمرانية، في جائزة مؤسسة الجائزة العالمية للمجتمعات الحيوية في لندن في بريطانيا لعام 2007م.
- حصل مشروع مسجد المدي بمركز الملك عبد العزيز التاريخي على الجائزة الأولى لمنظمة العواصم والمدن الإسلامية في دورتها السابعة التي عقدت في العاصمة التركية أنقرة خلال الفترة من 3 إلى 5 من جمادى الثاني 1428هـ وذلك عن المشروعات والخدمات البلدية.